# مذرة ملح وفلفل
مِذَرّة الملح والفلفل أو مِرَشّة الملح والفلفل هي موزعات توابل مستخدمة في الحضارة الغربية صُممت للسماح للرواد بتوزيع حبوب ملح الطعام وحبوب الفلفل المطحون. توضع مذرات الملح والفلفل أحياناً في مقزحة.